# Carcelia rondaniella
Carcelia rondaniella là một loài ruồi trong họ Tachinidae.